# ヴォカリオン・レコード
ヴォカリオン・レコード (Vocalion Records)は、かつて存在したアメリカ合衆国のレコード会社でありレーベルである。

## 歴史
ヴォカリオン・レーベルは、1916年にニューヨークを本社とするピアノとオルガンのメーカー、エオリアン社が設立した。設立時の名称はエオリアン－ヴォカリオンで、同社はヴォカリオンのブランドで蓄音機も販売した。1920年、レーベルの名前から「エオリアン」が外された。1924年後半に、同レーベルはブランズウィック・レコードによって買収された。1926年4月から5月頃に、ヴォカリオンはアフリカ系アメリカ人をターゲットとしたアフリカ系アーティストのレコード（1000盤代の「レイス(人種)・シリーズ」）の販売を始めた。1927年、ジム・ジャクソンがヴォカリオンに「Jim Jackson’s Kansas City Blues」をレコーディングした。このレコードは非常に好調な販売を記録し、メンフィスとミシシッピのミュージシャンの間でブルースのスタンダードとなった。同レーベルはロバート・ジョンソンの「Cross Road Blues」をリリースしている。

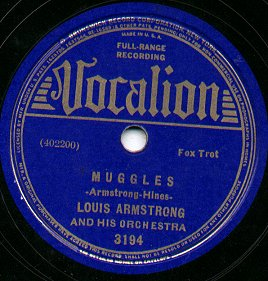
ルイ・アームストロングのヴォカリオン盤

ヴォカリオンは1930年代の最も人気を博したレーベルの一つであった。しかしながらコロムビア放送システム(CBS)がヴォカリオンの経営母体のアメリカン・レコード・コーポレーションを1938年に買収したのち、1940年7月にヴォカリオンを廃止。オーケー・レコードに一本化したことにより、同レーベルは終焉を迎えた。
ヴォカリオンの名前は1950年代後半になり、米デッカによって、過去のレコードの廉価再発レーベルとして復活させられた。この復活したヴォカリオンは1973年に活動を停止したが、MCAの廉価盤レーベル、コーラル・レコードによって、ヴォカリオン作品の多くの販売が継続された。1975年、MCAはヴォカリオン・レーベルで5枚のアルバムを再発している。